# Archidiecezja Brazzaville
Archidiecezja Brazzaville (łac. Archidioecesis Brazzapolitana, fr. Archidiocèse de Brazzaville) – rzymskokatolicka archidiecezja ze stolicą w Brazzaville, w Kongu.
Archidiecezja podlega metropolii Brazzaville.

## Historia
- 14 września 1955 – powołanie rzymskokatolickiej archidiecezji Brazzaville

## Główne świątynie
- Archikatedra: Katedra Najświętszego Serca Pana Jezusa w Brazzaville

## Arcybiskupi Brazzaville
- abp Michel Bernard CSSp (1955–1964)
- abp Théophile Mbemba (1964–1971)
- abp Émile Biayenda (1971–1977)
- abp Barthélémy Batantu (1978–2001)
- abp Anatole Milandou (2001–2021)
- abp Bienvenu Manamika Bafouakouahou (od 2021)